# Morpeth
För andra betydelser, se Morpeth (olika betydelser).
Morpeth är en stad och civil parish i Northumberland i England och är sedan 1981 Northumberlands administrativa huvudort. Folkmängden uppgår till cirka 13 000 invånare. Den har ett slott.